# Валентина Стефановска
Валентина Каранфилова-Стефановска или Стевановска (на македонска литературна норма: Валентина Каранфилова-Стефановска или Стевановска) е северномакедонска скулпторка, авторка на монументални скулптури.

## Биография
Родена е в 1969 година в Скопие, тогава в Социалистическа федеративна република Югославия, днес Северна Македония. В 2004 година завършва Факултета по изобразително изкуство към Скопския университет. В 2008 година завършва постдипломна квалификация в същия университет. Членка е на Дружеството на художниците на Македония.
Стефановска има няколко самостоятелни изложби. Авторка е на серия монументални скулптури, значими забележителности, сред които статуята „Воин на кон“ на Александър III Македонски, висока 14,5 метра, и фонтан с носещи фигури на площад „Македония“ в Скопие. Статуята на Александър Македонски е построена в 2011 година, чиято стойност се оценява на 6 милиона евро. Част е от прокета „Скопие 2014“. Паметникът изобразява 12-метрова фигура на ездач, седнал на възседнал кон. Скулптурата лежи върху висок 10 метра постамент. Паметникът е заобиколен от четири бронзови лъва и осем 3-метрови каменни фигури на войници.
Други нейни известни творби са Порта „Македония“ в Скопие; монументални фонтани с придружаващи фигури и статуя на Филип II Македонски, висока 13 метра; чешма в община Гази баба с конна скулптура на Филип II и много други.

## Галерия
- Творби на Стефановска
- Паметникът „Воин на кон“
- Статуя на Филип II Македонски в Скопие
- Паметник на Борис Сарафов в Скопие
- Павилионът на площад Македония